# 裴李崗文化

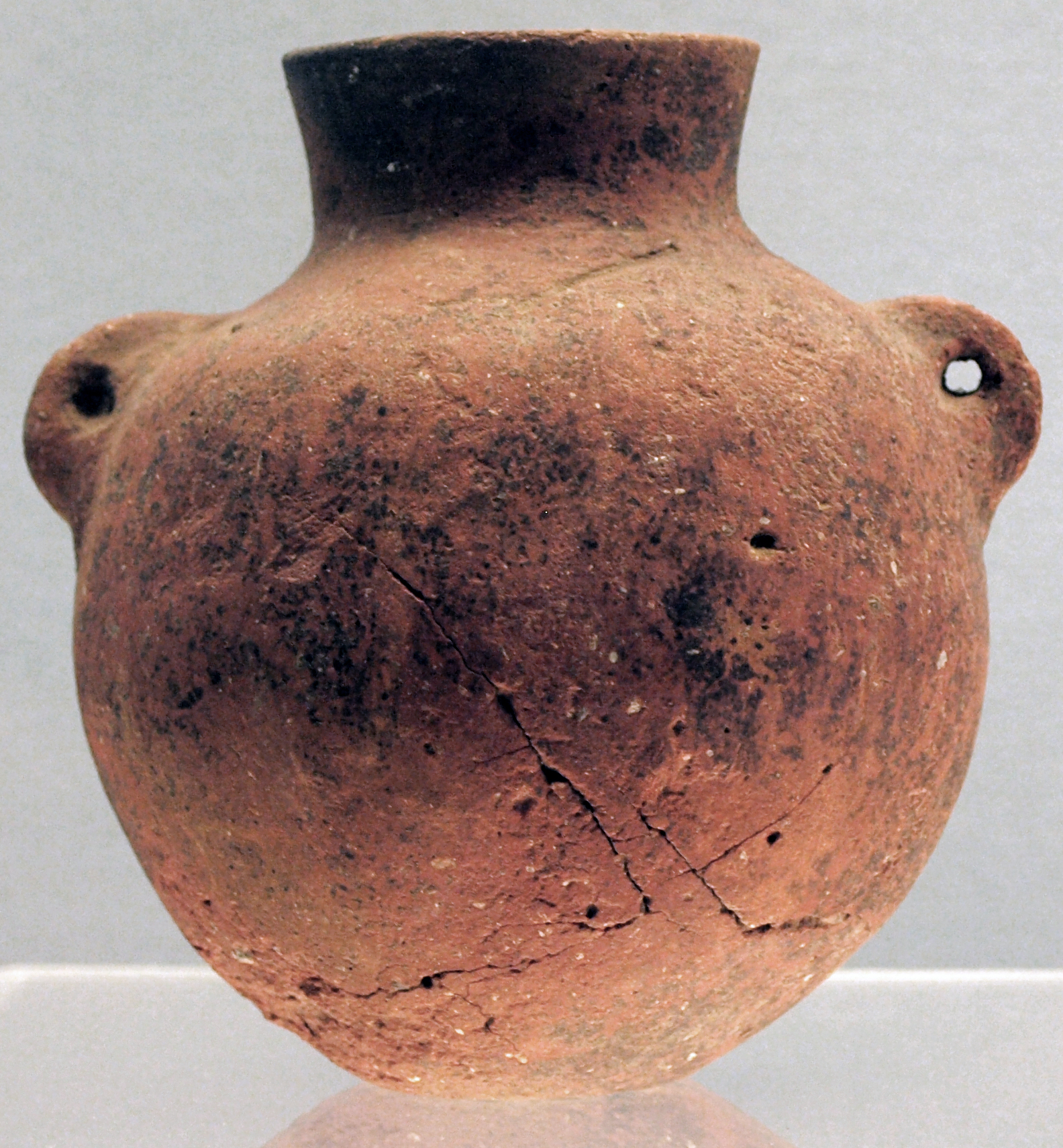
裴李崗文化の紅陶、紀元前6000年から紀元前5200年頃のもの。上海博物館所蔵

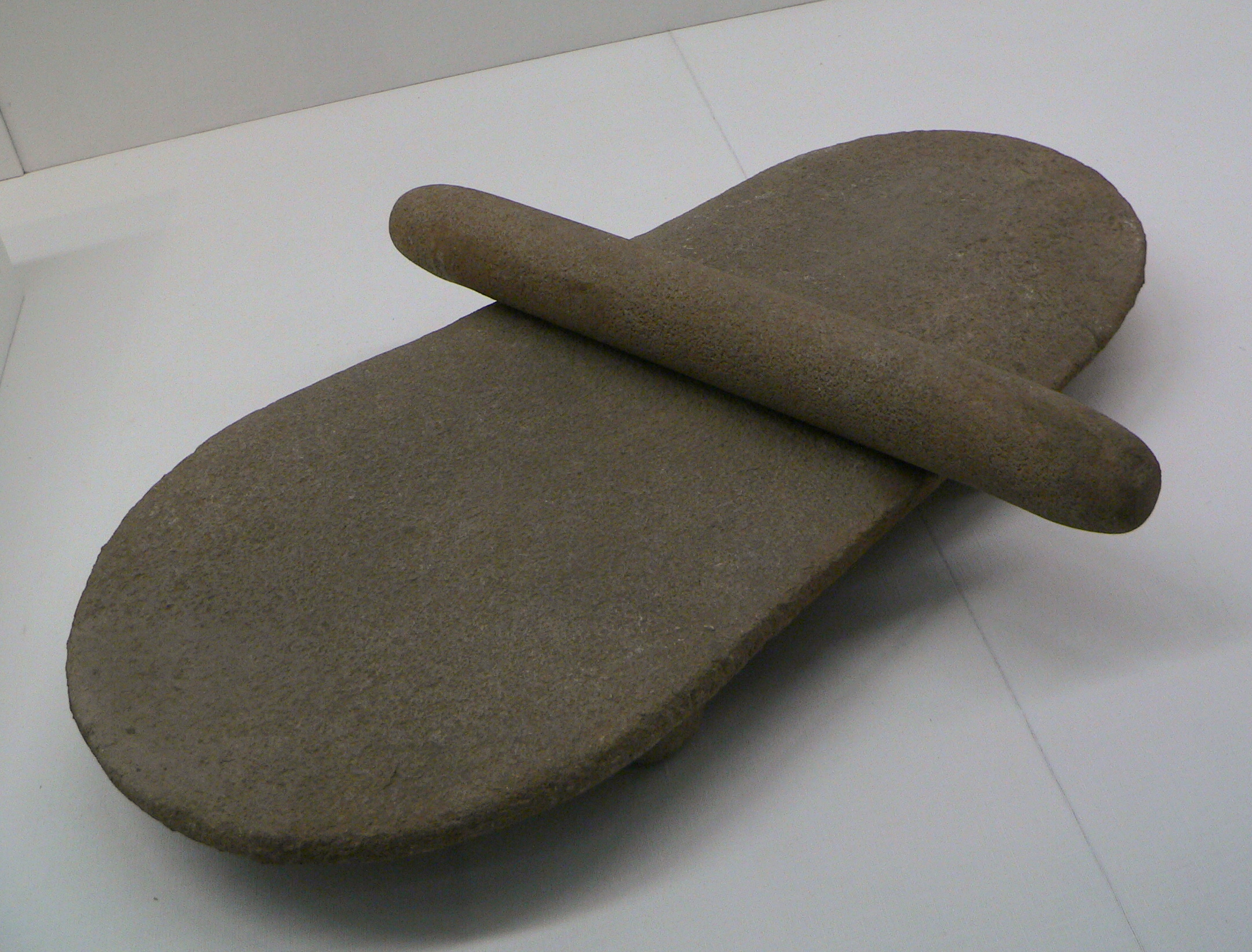
石臼と石棒

裴李崗文化 (はいりこうぶんか、裴李岗文化、拼音: Péilǐgāng Wénhuà, 英: Peiligang culture) は、中国河南省の黄河流域で生活していた新石器時代の共同体のグループに考古学者が与えた名前で、1977年に河南省鄭州市新鄭県の裴李崗で発見された遺跡にちなんで名付けられた。この文化は紀元前7000年から紀元前5000年までの間に存在し、70を超える遺跡がある。
考古学者たちは裴李崗文化が平等主義であり、政治組織はほとんどなかったと信じている。
この文化ではアワを耕作する農業やブタを飼育する畜産を実践していた。また、土器を作った古代中国最古の文化でもある。
河南省漯河市舞陽県の賈湖村で発見された賈湖遺跡（en）はこの文化に関係する最古の遺跡の1つであり、古代の笛や未解読の賈湖契刻文字などが発見されている。